# Gastón Silva
Gastón Alexis Silva Perdomo (Salto, 1994. március 5. –) uruguayi–olasz labdarúgó, 2017 óta az olasz UNAM Pumas hátvédje.

## Klubcsapatokban

### Defensor Sporting
Silva pályafutását a Defensor Sportingban kezdte, a profik közt 2011. november 8-án, 16 évesen mutatkozott be a Montevideo Wanderers ellen.
2012-ben a Copa Libertadoresben is bemutatkozott, 3–1-re nyertek a Vélez ellen. Az Uruguayan Primera Divisiónban és a Libertadores-kupában összesen 29 meccsen lépett pályára, 2 gólpasszt adott.

### Torino
2014. július 20-án négy évre az olasz élvonalbeli Torinóba igazolt egy ötödik év lehetőségével. A Torino másnap jelentette be az igazolást.

## Válogatottban

### U17
2011-ben az U17-es nemzeti csapattal szerepelt a mexikói U20-as Copa Américán. Az évben korábban szerepelt az ecuadori U17-es Copa Américán.

### U20
2013-ban az U20-as válogatottal szerepelt a törökországi U20-as világbajnokságon.

#### Góljai az U20-as válogatottban
| #  | Dátum           | Helyszín                                                 | Ellenfél | Állás | Eredmény | Kiírás              |
| -- | --------------- | -------------------------------------------------------- | -------- | ----- | -------- | ------------------- |
| 1. | 2012. június 8. | Estadio Parque Alfredo Víctor Viera, Montevideo, Uruguay | USA      | 1–0   | 2–0      | Barátságos mérkőzés |

### U22
2011-ben bekerült az uruguayi labdarúgó-válogatott 2011-es pánamerikai játékokra készülő 22 fős keretébe.

## Sikerei, díjai

### Válogatottban
Uruguay U17
- 2011-es U17-es labdarúgó-világbajnokság: ezüstérmes
- 2011-es U17-es Copa América: ezüstérmes
- 2013-as U20-as labdarúgó-világbajnokság: ezüstérmes

## Fordítás
Ez a szócikk részben vagy egészben  a   Gastón Silva című angol Wikipédia-szócikk ezen változatának fordításán alapul.  Az eredeti cikk szerkesztőit annak laptörténete sorolja fel. Ez a jelzés csupán a megfogalmazás eredetét és a szerzői jogokat jelzi, nem szolgál a cikkben szereplő információk forrásmegjelöléseként.